# 晚期上古汉语
晚期上古汉语，是指公元一、二世紀的漢朝時期的上古漢語（中原漢語，即官方語言）。「漢語」之名也由此而來。是东汉时期（公元前两个世纪）诗歌和注释所揭示的汉语阶段。它被认为是七世纪《切韵》所代表的中古汉语与先秦时代的上古汉语之间的一个中间阶段。

## 概要
自清朝以来，汉诗押韵就一直被视为《诗经》和唐诗的过渡体得到研究。
罗常培和周祖谟的《汉魏晋南北朝韵部演变研究》（1958）成功分析出东汉韵部，但具体音值仍不清楚。:3–4
东汉的汉儒间爆发过古今文之争：即是从官方的今文，还是从考古而得的先秦古文经。为面对传统、官方的今文，古文学者做了大量文献学研究，如许慎《说文解字》、《释名》等等。其中包含着一个词的不同写法，以及音义有差别的同源词。:9–10佛教也在东汉时广泛传播，将佛经译为汉语的工作以公元148年东来的安世高为开端。:31–32这些译本中有很多从梵语和普拉克里特诸语言音译来的人名和术语，因而将用于音译的汉字与梵语形式对照、进行系统性的梵汉对音也就成为直接探讨东汉汉语音值的重要路径。:7–8
针对《释名》词义的训诂学研究主要有丁山提、齐佩瑢和包拟古。:43, 30–31柯蔚南整理了所有有记录的音义，试图构拟介于上古汉语和中古汉语之间的音系，这由李方桂最终完成。:43, 131–132许思莱在他的上古汉语词典中给出了一套拟音。:120–121:29–31
东汉时期的传统写作风格受到经典的强烈影响，这使得语法研究相当困难。:111, 125不过有些著作在总体上跟随主流仿古风格的同时，也包含一些口语风格的语段。许多例子都在汉文佛经中体现，特别是直接引语。:28–31相似地，赵岐注《孟子》面向低龄学生，也有些古词的口语风格的释义。:xvii–xix王逸、郑玄和高诱注文中也有不少例子。

## 方言

《方言》中的东汉主要方言群

以《方言》为代表的文献为我们展现了东汉方言的大致面貌，《方言》介绍的主要是词汇。
通过分析文本，司礼义总结出6个方言区：关东中原方言、北部方言、东部方言、南部方言、西部方言和长江下游的东南方言。:98–99:42–43:19–22罗常培和周祖谟总结的汉诗内部的不同韵母系统基本可以和这些方言区对应。:322–323
最有影响力的是西部的秦晋方言；其次是南部的楚方言，向南、向东都有影响。这两种方言也是汉朝雅言的主要标准。中部鲁、宋、卫方言是最保守的。东部方言的大规模汉化是更晚近、更慢的，有不少非汉语词汇。:55
东汉汉语词义来自淮河以北的11个点。:39它们常常有显著的音韵差异，有不少展现7世纪《切韵》及多数现代方言中没有的合流。梵汉对音支持汉朝以后的方言主要都来自洛阳（中部方言区西端）的方言。:132–135
东南方言不在东汉文本中体现。
西晋时，东南方言被称为吴语或江东方言，郭璞认为它们和其他方言差异很大。:25:325–328罗杰瑞将这些汉代东南方言统称为“上古南方汉语”（Old Southern Chinese），且认为它是现代粤语、客家话和闽语最早层次的共同特征的来源。:210–214

## 语法
与战国简帛文本相比，东汉口语文献中，以明确词类出现的复合实词显著增加。:101:32–33虚词的减少有利于迂回辞。:101:50
东汉时期，上古单音节词被大量双音节复合词代替，词类明晰，有很多词都留在现代汉语中，但词义发生了改变：:33
- 动词：“悲哀”（悼念）、“欢喜”、“姝好”（美（动词））、“发动”（激活）；
- 名词：“舍宅”（房屋）、“知识”（朋友）、“处所”（地方）、“形体”（身体）、“人民”；
- 副词：“都卢”（全部）、“身自”（亲自、共同）、“尔乃”（之后）。

上古汉语丰富的、含变格的人称代词到东汉时已经简化为第一人称“我”和第二人称“汝”。:42:87–88指示词也简化为“是”“尔”和“彼”。:43–49所有代词都能加复数后缀“等”“辈”和“曹”。:42大多数上古疑问词都被迂回辞替代。:43
“是”也被用作系词，与现代汉语甲是乙的句型一样，取代了上古汉语的AB也。:125:44–36:71否定系词“非”从上古汉语中保留；不同于其他动词，“是”不能被“不”否定。:45
古典文本中，助词“岂”标记反问，且期待否定回答；东汉时演化为通用的疑问词。:50:94同时，新的疑问标记“宁”开始出现。:50:91

## 備注
1. 1 2 3 4 5 6 7 8 9 10  Coblin (1983).
2. ↑  Nattier (2008).
3. ↑  Schuessler (2007).
4. ↑  Schuessler (2009).
5. 1 2 3  Norman (1988).
6. ↑  Zürcher (1996)，第14頁.
7. 1 2 3 4 5 6 7 8 9 10 11 12  Zürcher (2013).
8. 1 2 3 4 5 6 7  Dobson (1964).
9. ↑  Dobson (1964)，第xviii頁.
10. ↑  Serruys (1959).
11. 1 2  Serruys (1960).
12. 1 2  Serruys (1962).